# Lingua spagnola nelle Filippine
Lo Spagnolo nelle Filippine fu una lingua di enorme significato nell'arcipelago asiatico. Lo spagnolo fu la prima lingua ufficiale dalla conquista delle Filippine e lo rimase per cinque secoli. Lo spagnolo fu inoltre proclamato lingua ufficiale durante la Prima Repubblica filippina.
A seguito della guerra filippino-americana le autorità statunitensi imposero l'inglese come lingua ufficiale degli atti amministrativi e lingua d'insegnamento, lasciando comunque il tagalog e lo spagnolo come lingue co-ufficiali. Nonostante ciò lo spagnolo rimase lingua di cultura fino agli anni settanta. Comunque le giovani generazioni sono fortemente influenzate dalla cultura americana, l'uso dello spagnolo è declinato e non è più parlato dalla stragrande maggioranza della popolazione.
Secondo il censimento del 1990 ci sono solamente poco più di duemila persone di lingua spagnola e seicentomila di chabacano, un creolo derivato dallo spagnolo. Secondo altre stime, tra cui un libro pubblicato dalla BBC e uno studio dell'Istituto Cervantes e dell'ambasciata spagnola in collaborazione con l'Accademia Filippina della Lingua Spagnola, gli ispanofoni sarebbero all'incirca tre milioni.

## Storia
La lingua spagnola iniziò ad essere parlata nel 1565, quando il conquistatore Miguel López de Legazpi fondò il primo insediamento spagnolo nell'isola di Cebu. Le Filippine, nell'età coloniale, facevano parte del viceregno di Nuova Spagna.
Sebbene non insegnato a scuola, lo spagnolo, un tempo fu parlato da circa il 10% della popolazione. Fu la lingua madre degli spagnoli di stanza nell'arcipelago nonché della minoranza "mestizo". Fu anche la seconda lingua dell'élite locale. Però i missionari cattolici non predicavano in spagnolo, ma nella lingua degli autoctoni ed impiegavano alcuni indigeni come traduttori, formando così una classe bilingue conosciuti come i ladinos. Ai nativi non venne insegnato lo spagnolo, ma alcuni di loro, di cultura bilingue, composero delle poesie nelle lingue locali.
All'inizio del Seicento uno stampatore talagog, Tomas Pinpin scrisse un libro in alfabeto latino con cui si proponeva di insegnare ai Talagog la lingua castigliana. Il libro di Pinpin fu il primo lavoro scritto da un nativo filippino.
Un motivo per cui lo spagnolo non si sviluppò nelle Filippine come in America Latina viene attribuito al fatto che l'arcipelago non fu una colonia sotto diretto controllo della Spagna, ma vennero amministrate da Città del Messico, così perdendo la possibilità di una larga immigrazione di spagnoli nelle Filippine. Un'altra ragione viene imputata alla grande distanza tra le Filippine e la Spagna rispetto a quest'ultima con le Americhe. In terzo luogo, dopo la nascita della Prima Repubblica filippina, nella costituzione del 1899 lo spagnolo venne dichiarato lingua ufficiale, di cui sarebbe continuato l'uso nelle scuole e nelle università come mezzo d'istruzione (così che in poche generazioni sarebbe aumentato il numero di ispanofilippini), ma ciò venne frustrato dal fatto che, dopo l'occupazione, le autorità statunitensi cambiarono la politica dell'istruzione e la lingua spagnola venne sostituita da quella inglese.
Nell'Ottocento lo spagnolo, sebbene non capito dalla maggioranza della popolazione, era la lingua franca dell'arcipelago filippino poiché il tagalog non aveva il ruolo di lingua predominante che ha oggi. Durante l'era coloniale spagnola, e anche all'inizio di quella americana, la propaganda nazionalistica, gli atti governativi, la prima costituzione e la letteratura erano scritte in spagnolo. I cosiddetti Ilustrados, ossia i filippini nati in Spagna, i meticci, i Sangleys (o meticci cinesi) ed alcuni prominenti indigeni Filipinos, erano l'élite acculturata che promosse le proprie idee attraverso la lingua spagnola. Alla fine dell'Ottocento la maggior parte del materiale propagandistico nazionalista veniva scritto in spagnolo. Secondo Horacio de la Costa il nazionalismo non sarebbe stato possibile senza lo spagnolo. Infatti fu attraverso lo spagnolo che i nativi divennero consapevoli delle loro idee nazionalistiche e venne usato dai primi patrioti filippini come José Rizal, Andrés Bonifacio ed Emilio Aguinaldo per propagandare le loro idee. Uno tra i materiali per promuovere il nazionalismo filippino fu il romanzo Noli me tangere scritto in spagnolo da José Rizal dove denunciò gli abusi del governo spagnolo e del clero. Per questa ragione le autorità spagnole non promossero la loro lingua nell'arcipelago. La costituzione della Prima repubblica fu scritta in spagnolo, come pure l'inno. La costituzione proclamò lo spagnolo come lingua ufficiale delle Filippine.
Alla fine della colonizzazione spagnola, una considerevole proporzione di giornali, di atti governativi, ecc. erano scritti in spagnolo. Ironicamente, il sistema scolastico che gli statunitensi stabilirono, servì ad incrementare l'uso dello spagnolo presso le masse. Agli inizi del Novecento l'egemonia dello spagnolo era ancora forte. Sebbene all'epoca l'inglese iniziasse ad essere promosso come mezzo di comunicazione, la maggior parte della letteratura ispano-filippina ebbe la sua fioritura in questo periodo. Questo fenomeno si spiega con l'educazione del ceto alto locale in spagnolo. Per la prima volta i filippini sperimentavano una maggiore libertà di espressione, poiché in precedenza le autorità spagnole non erano ricettive nei confronti degli scrittori filippini. Come risultato, lo spagnolo diventò la lingua più importante, nonostante la maggioranza della popolazione fosse composta da non ispanofoni.
La nuova repubblica filippina stabilì lo spagnolo come lingua ufficiale nella costituzione del 1898. L'idioma poté così essere insegnato a tutti i nativi e non solo a pochi. La sua ufficializzazione fu un tentativo per incrementare i parlanti poiché avrebbe servito da lingua comune in una nazione di oltre 80 varietà linguistiche. Nel censimento del 1903 venne rilevato che solamente l'1% della popolazione era ispanofona, però questa rilevazione aveva un difetto perché considerava solo i monolingui, come gli spagnoli nati in Spagna, gli ispanofilippini ed altri europei di lingua spagnola, ma non i bilingui come i mestizo, i cinesi che utilizzavano lo spagnolo come lingua di cultura e degli affari. Le stime vanno corrette al rialzo e cioè ad almeno il 10% della popolazione. Nel 1924 venne fondata l'Accademia Filippina della Lingua Spagnola.
L'uso dello spagnolo iniziò il suo declino nel corso del ventesimo secolo, quando il governo filippino decise di sostituirlo con l'inglese nelle comunicazioni pubbliche. Durante la seconda guerra mondiale, dopo il bombardamento statunitense del quartiere di Intramuros a Manila, molte famiglie ispanofone emigrarono in Spagna, in America Latina e negli USA, mentre altri emigrarono durante il periodo della dittatura di Marcos. Nel 1940 il numero di ispanofoni ammontava a circa sei milioni, sebbene in termini percentuali iniziasse a diminuire. Il censimento del 1950 rilevava che il 6% della popolazione parlava spagnolo. Ancora negli anni sessanta e settanta i filippini erano influenzati dalla lingua spagnola attraverso la stampa e i mezzi audiovideo.
Lo spagnolo venne abolito come lingua ufficiale nel 1973 dal regime di Ferdinand Marcos e pochi anni dopo, nel 1987, venne abolito come materia di studio obbligatoria da Corazon Aquino.

## La situazione attuale
Oggi lo spagnolo è usato nella cultura e come materia di studio opzionale. Proprio negli ultimi anni c'è stato un rinnovato interesse per la lingua spagnola dalle giovani generazioni di filippini. Secondo l'Accademia Filippina di Lingua Spagnola si conterebbero circa 2.900.000 di parlanti in lingua spagnola nelle Filippine, come prima, seconda, terza o quarta lingua. La lingua è parlata e mantenuta da piccole comunità di ispano-filippini che tuttora vivono nel paese.
Nell'agosto 2007 la presidentessa Gloria Macapagal-Arroyo annunciò di voler ripristinare lo spagnolo come lingua ufficiale nelle Filippine nel gennaio 2008. Ha chiesto aiuto al governo spagnolo nel suo piano, che include una cerimonia. Viene anche reintrodotto lo spagnolo come materia obbligatoria nel sistema scolastico filippino. La reintroduzione dello spagnolo come lingua ufficiale è fortemente dibattuta; da una parte viene considerato come la lingua della tradizione, mentre dall'altro viene visto come lingua delle élite.

## Lo spagnolo usato nelle Filippine
Poiché le Filippine furono amministrate per un lungo tempo dal viceregno della Nuova Spagna, piuttosto che dalla stessa Spagna, la lingua spagnola parlata nelle Filippine ebbe una grande affinità con lo Spagnolo Messicano rispetto allo spagnolo di Spagna. Oggi le famiglie ispanofone hanno maggiori legami con la Spagna rispetto al Messico, quindi lo spagnolo europeo ha guadagnato terreno.
Lo spagnolo delle Filippine varia rispetto a quello standard, nella pronuncia, poiché è presente il fenomeno del seseo, tipico dell'America Latina, nel vocabolario, si trovano arcaismi, parole originarie dei nativi americani e degli indigeni dell'arcipelago, nonché nella scrittura, dato che le marche diacritiche vengono omesse, salvo la tilde nella ñ.

## Influenza dello spagnolo nelle lingue filippine
Ci sono circa 4000 parole spagnole nella lingua talagog e 6000 nella lingua visayan. Sono presenti alcune usanze spagnole, anche se un po' modificate, come il sistema di conteggio, il calendario, il tempo, eccetera. Alcune parole in spagnolo arcaico sono presenti in Talagog, nonché negli altri dialetti, come pera (moneta), sabón (da jabón), relos (da reloj), kwarta (da cuarta), eccetera. Gli spagnoli, e la lingua spagnola, vengono definiti Kastila o Katsila.
La lingua Chavacana, chiamata anche Zamboangueña, è un creolo-spagnolo, parlato nelle Filippine. Chavacano è concentrato soprattutto nel Sud, nelle provincie di Zamboanga, con qualche parlante a Cavite.
Le parole di origine spagnola nelle lingue indigene hanno spesso cambiato significato rispetto alla lingua d'origine. Ad esempio in talagog asta (da hasta) significa "movimenti bruschi" e non "fino a". Altre volte si ha un cambiamento grafico, come nel caso del talagog pwerta, da puerta, ossia "porta".